# Burunge
Le burunge est une langue couchitique méridionale parlée en Tanzanie.

## Écriture
| /     | ’   | A a | B b | CH ch | D d | E e | F f | G g | GW gw | H h   | HH hh | I i   | J j | K k | KW kw |
| KH kh | L l | M m | N n | NY ny | O o | P p | Q q | R r | S s   | SL sl | T t   | TL tl | U u | W w | Y y   |

L’orthographe utilisent aussi les digrammes ‹ ay ey oy aw › pour les diphthongues ou les digrammes ‹ aa ee ii oo uu › pour les voyelles longues, ainsi que le tilde dans les digrammes ‹ aã eẽ iĩ oõ uũ › pour les voyelles nasales, et l’accent aigu dans le digramme ‹ oó › pour le ton montant de l’habituel.